# Guillac (Gironde)
 Guillac  egy francia település Gironde megyében az Aquitania régióban. Lakosainak száma 173 fő (2022. január 1.).

## Adminisztráció
Polgármesterek:
- 2008–2020 Jacky Fromentier

## Demográfia
| Lakosok száma | 207  | 154  | 150  | 179  | 173  | 168  | 163  | 160  | 158  | 173  |
|               | 1968 | 1982 | 1990 | 2006 | 2013 | 2015 | 2017 | 2019 | 2020 | 2022 |

## Testvérvárosok
- Magyarország Tard  2005-óta